# Osires de Paiva
Osires de Paiva, genannt Osiris, auch Oziris geschrieben, (* 29. Januar 1952 in Rio de Janeiro) ist ein ehemaliger brasilianischer Fußballspieler.

## Karriere
Osiris begann seine Spielerkarriere beim Botafogo FR in seiner Heimatstadt, in dem er an der Seite von Osmar Guarnelli und Nílson Dias spielte. Unter Nílton Santos begann er im Nachwuchsbereich und schaffte 1970 den Sprung zu den Profis. Er wurde aber mehrmals ausgeliehen, u. a. an den Fortaleza EC, welcher ihn 1973 fest übernahm. Von dort kam Osiris 1975 zum Cruzeiro EC nach Belo Horizonte. Hier feierte er seinen größten Erfolg mit dem Sieg in der Copa Libertadores 1976. Außerdem die Teilnahme am Finale des Weltpokals 1976 für den in welchem Cruzeiro dem FC Bayern München unterlag. Im Anschluss war er meist für unterklassige Klubs aktiv.
Nach seiner aktiven Zeit machte er bei der Armee und nationalen Fußballverband Kurse zum Trainer und war einige Jahre aktiv. Die genauen Zeiten konnten nicht nachgewiesen werden.

## Erfolge
Als Spieler
- River
  - Staatsmeisterschaft von Piauí: 1973

- Fortaleza
  - Staatsmeisterschaft von Ceará: 1974, 1975

- Cruzeiro
  - Copa Libertadores: 1976
  - Troféu Cidade de Santander: 1982
  - Troféu Cidade de Valladolid: 1982

Als Trainer
- Auto EC
  - Staatsmeisterschaft von Paraíba: 1992